# Апикальные согласные

Палатограммы (схематическое изображение точек соприкосновения языка с нёбом при произнесении того или иного звука) для 1) апикальных, 2) верхних апикальных, 3) ламинальных и 4) апикально-ламинальных взрывных по, стр. 16, иллюстрирующие зоны контакта языка с нёбом при артикуляции (показано серым)

Апика́льные согла́сные (кончиковые) — звуки, произносимые, когда поток воздуха преграждается самым кончиком языка. Противоположное место занимают ламинальные согласные, которые произносятся с помощью прижимания всего языка к зубам. Это различие не особенно распространено и обычно относится только к фрикативным согласным и аффрикатам. Встречается в английском, баскском, китайском и в сербохорватском языках.